# 소도둑

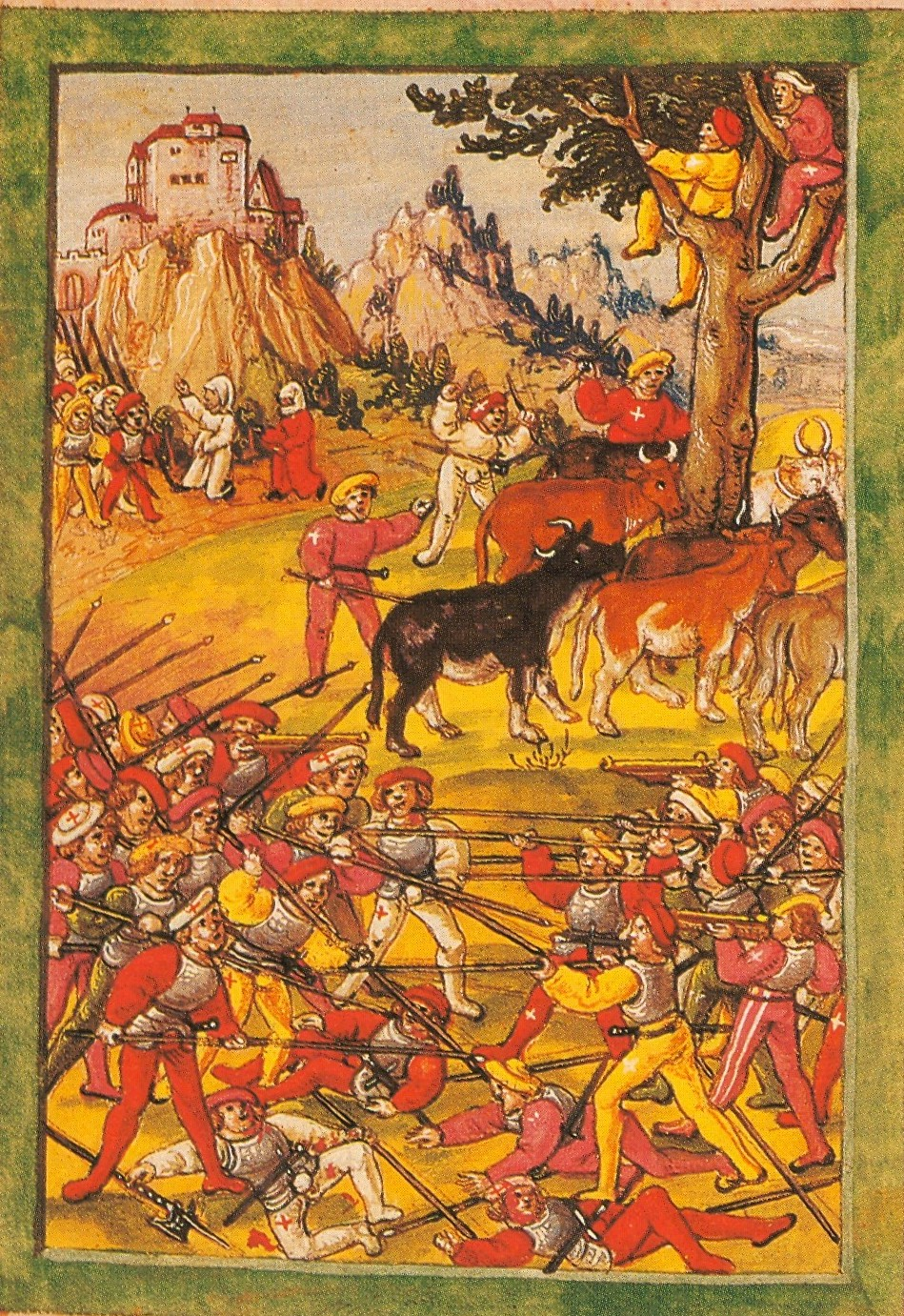
1499년 슈바벤 전쟁 와중의 소도둑.

소도둑(cattle raiding)이란 소를 훔치는 행위 및 그 행위를 하는 절도범을 말한다.
소가 인간의 가축으로서 오랫동안 가치가 높았던 만큼, 소도둑의 역사도 오래 되었다. 최초의 소도둑 검거기록은 7천 년 전에 발견된다.

## 같이 보기
- 수단 민족 갈등